# 盲目者
盲目者（英語：Flying polyp）亦被譯為飛天水螅。是克苏鲁神话中的虚构种族，最早出现在霍华德·菲利普·洛夫克拉夫特于1934年发表的短篇小说《超越時間之影》中。

## 簡介
属于独立种族，并不从属于某位特别的神格。正如其原名Flying Polyp所示，它们的身躯是很像珊瑚虫的不定形软体，声音如口哨一般，会在地上留下梅花形的巨大足迹，没有视力，讨厌光线，虽然没有翅膀，但它们可以自由地操纵空气，甚至能使自己在空中飞翔。距今七亿至五亿五千万年前，盲目者们自在地来往于宇宙空间之中，除了地球之外，还移居到了太阳系的另外三个行星上，包括雅克斯星（Yaksh，即海王星）和托德星（Tond）。在地球上，它们建筑了巨大的玄武岩都市，都市中有着许多无窗的高塔；但当它们想要把势力范围拓展到海洋上时，却被远古种族击败。从此它们就只满足于对陆地的控制。
盲目者又稱作「原住種族（Elder Race）」，当伊斯之伟大种族于数亿年前来到地球时，它们控制了一种身为盲目者们的主要掠食目标的原生种族，并迅速打败了盲目者们，得到了它们的先进技术，将它们封印于澳大利亚地下的牢狱中。盲目者们的都市也被摧毁，这很可能是为了警示埋藏在地下的可怕之物。
约五千万年前，盲目者们从封印中逃脱，毁灭了伊斯之伟大种族的文明（但伊斯们已经预知了此事并事先转移走了）。其后它们仍然回到原先的地下牢狱，居住在都市废墟中那些黑暗的深井里，满足于消灭（或驱逐）偶尔闯入的入侵者，直到今日。
盲目者的思维方式与人类相异甚大，所以人类不可能理解它们的思想。伊斯之伟大种族也同样无法解明其思维，所以，它们擅长的精神寄生能力对盲目者无效。